# کامره
کامره (به انگلیسی: Kamra) یک منطقهٔ مسکونی در پاکستان است که در ناحیه اتک واقع شده‌است.